# DeDe Lind
DeDe Lind (15 de abril de 1947 — 4 de fevereiro de 2020) é uma modelo que foi coelhinha da Playboy em agosto de 1967, notória por ter uma foto sua jogando bilhar, seminua, descoberta a bordo da aeronave da missão Apollo 12 pelo astronauta Richard Gordon, já em órbita da Lua, enquanto seus dois colegas, Alan "Al" Bean e Charles "Pete" Conrad exploravam a superfície lunar.
Ela faleceu aos 72 anos de câncer de ovário em 4 de fevereiro de 2020, em Boca Raton, Flórida, Estados Unidos.

## Filmografia
- Playboy: 50 Years of Playmates (2004) (V)
- Playboy: The Party Continues (2000) (TV)
- Video Centerfold: Sherry Arnett (1985) (V)
- Playboy After Dark (First Episode) (1968) (TV)